# 爷爷岳
爷爷岳（日语：／ Chacha-dake，羅馬化：Vulkan Tyatya；阿伊努语：Чача-Нупури）位于日俄爭議領土南千岛群岛的国後島，是国后岛的最高峰。它海拔高度1822米，是南千岛群岛的最高峰。从日本北海道知床半岛的羅臼町可以远远眺望到爷爷岳，在日本也称「国後富士」。国后岛领土实际由俄国控制，但由于为千岛群岛中重要的岛屿之一，外界很难接近，所以也给爷爷岳蒙上了一层神秘的面纱。1999年日俄南千岛群岛交流开始启动，由俄国科学界和北海道大学、北海道的学者组织的「爷爷岳专家交流访问团」登岛，通过一起共同调查揭开了爷爷岳神秘的阴影。

## 喷发历史
1973年、南侧山脊发生剧烈喷发。国后岛一帶受火山灰的影响较大。由于这次喷发、山中的树木大量枯死，现在仅留下光秃秃的枝干，呈现出“白骨林”的奇特景观。南侧山脊由于新的火山喷发也能观察到大量枯死的树木。